# ماکسیم برما
ماکسیم برما (اوکراینی: Максим Андрійович Брама؛ زادهٔ ۱ فوریهٔ ۲۰۰۲) بازیکن فوتبال است.
وی همچنین در تیم ملی فوتبال Ukraine U18 بازی کرده‌است.